# Richard Wurbs

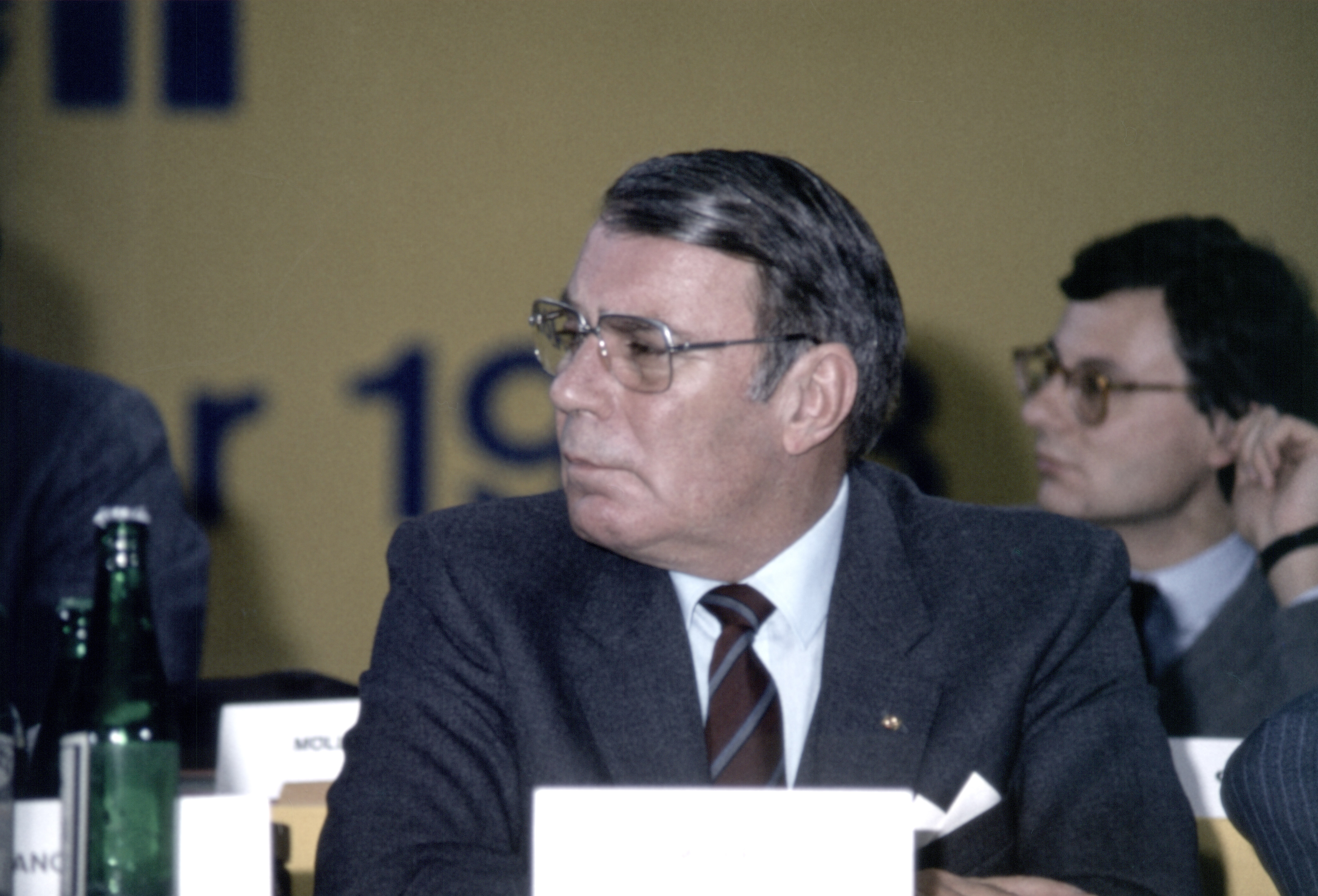
Richard Wurbs auf dem a.o. FDP-Bundesparteitag im Januar 1983 in Freiburg

Richard Wurbs (* 26. August 1920 in Kassel; † 7. September 2018) war ein deutscher Politiker (FDP). Er war von 1965 bis 1984 Mitglied des Deutschen Bundestages und von 1979 bis 1984 Vizepräsident des Deutschen Bundestages.

## Leben
Nach dem Abitur nahm Wurbs am Zweiten Weltkrieg bei der Flakartillerie teil. Er diente zuletzt als Oberleutnant. Nach dem Krieg absolvierte er eine Ausbildung als Maurer, die er mit der Meisterprüfung abschloss. Es folgte ein Ingenieurexamen (Fachrichtung Hochbau). Danach leitete er das vom Vater übernommene Baugeschäft. Wurbs war Präsident der Handwerkskammer Kassel und Vizepräsident des Zentralverbandes des deutschen Handwerks.
1959 trat Wurbs in die FDP ein. Von 1960 bis 1968 war er Stadtverordneter in Kassel, 1963 Kreisvorsitzender, 1971 Bezirksvorsitzender von Nordhessen.
Richard Wurbs gehörte seit 1965 dem Bundestag an, in dem er sich vor allem der Wirtschafts- und Mittelstandspolitik widmete. 1965 war er Mitglied des Ausschusses für Raumordnung, Bauwesen und Städtebau und wurde 1969 stellvertretendes Mitglied im Wirtschaftsausschuss. 1979 wurde er als Nachfolger von Liselotte Funcke zum Vizepräsidenten des Bundestages gewählt und 1980 sowie 1983 im Amt bestätigt. Er war vom 28. November 1979 bis 12. Dezember 1984 Vizepräsident des Deutschen Bundestages.
Am 13. Dezember 1984 legte Richard Wurbs sein Bundestagsmandat nieder und schied damit auch aus dem Amt des Vizepräsidenten aus. Richard Wurbs verstarb in seinem 99. Lebensjahr.

## Ehrungen und Auszeichnungen
- 1971: Verdienstkreuz 1. Klasse des Verdienstordens der Bundesrepublik Deutschland
- 1976: Großes Verdienstkreuz des Verdienstordens der Bundesrepublik Deutschland
- 1980: Großes Verdienstkreuz mit Stern des Verdienstordens der Bundesrepublik Deutschland
- 1980: Wilhelm-Leuschner-Medaille
- 1984: Großes Verdienstkreuz mit Stern und Schulterband des Verdienstordens der Bundesrepublik Deutschland
- 1990: Hessischer Verdienstorden
- 2010: Ehrenbürger von Kassel[3]